# Klub Jewhena Derewjahy
Klub Jewhena Derewjahy – potoczna nazwa grupy ukraińskich piłkarzy, którzy podczas swojej kariery strzelili minimum sto goli w rozgrywkach Ukraińskiej strefy Wtoroj Ligi ZSRR. Jewhen Derewjaha pierwszy osiągnął ten cel, strzelając swojego setnego gola w meczu 26 września 1979 roku Sudnobudiwnyk Mikołajów – SKA Kijów.

## Regulamin
Liczone są bramki ukraińskich piłkarzy, strzelone w następujących turniejach:
- gole w Ukraińskiej strefie Wtoroj Ligi ZSRR.

## Członkowie klubu
| Miejsce | Imię i nazwisko piłkarza | Ukraińskie kluby, w których grał                                                                                | Lata gry  | Bramki | Mecze | Współczynnik |
| ------- | ------------------------ | --- | --------- | ------ | ----- | ------------ |
| 1       | Wołodymyr Szyszkow       | Polissia Żytomierz, SK Łuck, Spartak Iwano-Frankiwsk, Tawrija Symferopol, Krywbas Krzywy Róg                    | 1974–1991 | 188    | 485   | 0,39         |
| 2       | Ihor Jaworski            | Kołos Pawłohrad, Metalist Charków, Nywa Tarnopol                                                                | 1981–1991 | 178    | 374   | 0,48         |
| 3       | Serhij Szewczenko        | SKA Lwów, Nywa Winnica, Dnipro Czerkasy                                                                         | 1979–1991 | 171    | 424   | 0,4          |
| 4       | Wasyl Martynenko         | Tawrija Symferopol, Atłantyka Sewastopol, SKA-Karpaty Lwów, Zakarpattia Użhorod                                 | 1977–1990 | 149    | 424   | 0,35         |
| 5       | Wiktor Nastaszewski      | SKA Kijów, Kołos Nikopol, Krywbas Krzywy Róg                                                                    | 1978–1987 | 143    | 319   | 0,45         |
| 6       | Stepan Pawłow            | Atłantyka Sewastopol, Tawrija Symferopol, Wołyń Łuck                                                            | 1982–1990 | 139    | 361   | 0,39         |
| 7       | Pawło Kasanow            | Sudnobudiwnyk Mikołajów, Nywa Winnica, Metałurh Zaporoże, Polissia Żytomierz                                    | 1973–1990 | 138    | 542   | 0,25         |
| 8       | Wiktor Olijnyk           | Frunzeneć Sumy, Bukowyna Czerniowce, Metałurh Zaporoże, Karpaty Lwów                                            | 1981–1991 | 137    | 313   | 0,44         |
| 9       | Serhij Szmundiak         | Bukowyna Czerniowce, SKA Lwów, Karpaty Lwów                                                                     | 1976–1986 | 132    | 417   | 0,32         |
| 10      | Ołeksandr Nowykow        | Atłantyka Sewastopol, Szachtar Pawłohrad, Okean Kercz, Nywa Tarnopol                                            | 1980–1991 | 130    | 336   | 0,39         |
| 11      | Witalij Dmytrenko        | Kołos Połtawa, Krywbas Krzywy Róg, Spartak Iwano-Frankiwsk, Kremiń Krzemieńczuk                                 | 1974–1988 | 126    | 448   | 0,28         |
| 12      | Jurij Smahin             | Sudnobudiwnyk Mikołajów, Dnipro Czerkasy                                                                        | 1979–1991 | 120    | 436   | 0,28         |
| 13      | Wałentyn Dzioba          | Szachtar Gorłówka, Metałurh/Nowator Żdanow, SK Czernihów, Krywbas Krzywy Róg                                    | 1965–1981 | 116    | 402   | 0,29         |
| 14      | Hennadij Horszkow        | Awanhard Żółte Wody, Kołos Nikopol, Desna Czernihów, Spartak Iwano-Frankiwsk, Desna Czernihów, Zirka Kirowohrad | 1970–1988 | 115    | 451   | 0,25         |
| 15      | Wołodymyr Czyrkow        | Awanhard Równe, Kołos Pawłohrad                                                                                 | 1978–1985 | 109    | 301   | 0,36         |
| 16      | Eduard Wałenko           | Karpaty Lwów, Podilla Chmielnicki, Nywa Brzeżany, SKA-Karpaty Lwów, Krystał Chersoń                             | 1978–1990 | 106    | 243   | 0,44         |
| 17      | Wołodymyr Naumenko       | Atłantyka Sewastopol, Tawrija Symferopol, Okean Kercz, Kołos Nikopol                                            | 1977–1989 | 104    | 203   | 0,51         |
| 18      | Jewhen Derewjaha         | Sudnobudiwnyk Mikołajów, Zirka Tyraspol                                                                         | 1967–1979 | 102    | 326   | 0,31         |
| 19      | Iwan Szarij              | Kołos Połtawa, Dynamo Kijów, Kołos/Worskła Połtawa, Metałurh Zaporoże, Czornomoreć Odessa, Nywa Winnica         | 1974–1991 | 102    | 241   | 0,42         |

## Ciekawostki
- Piłkarz Nywy Winnica Wołodymyr Dziuba zdobył 103 bramki[2] w rozgrywkach Klasy B oraz Wtoroj Ligi ZSRR[3].
- Ponad 100 goli w składzie ukraińskich klubów, którzy grali w różnych ligach mistrzostw ZSRR (Wysszaja, Pierwaja i Wtoraja Liga) strzelili piłkarze: Ołeh Błochin, Ołeh Protasow, Mychajło Sokołowski, Witalij Staruchin, Jurij Horiaczew, Ołeksander Małyszenko, Iwan Szarij, Jurij Bondarenko, Mykoła Samojłenko, Stepan Jurczyszyn, Borys Szurszyn, Rawil Szaripow, Heorhij Koladiuk, Janosz Habowda, Mykoła Prystaj, Pawło Bohodiełow, Iwan Hamalij i Iwan Iwanczenko[4].